# Jibril Rajoub
Jibril Rajoub (arabiska: جبريل رجوب), född 1953, är en palestinsk politiker. Han är ordförande för den palestinska fotbollsfederationen och ingår i det palestinska politiska partiet Fatahs centralkommitté. Han har bland annat gjort sig känd för sitt motstånd till radikala islamistiska strömningar i den palestinska självständighetsrörelsen.